# Hărău
Hărău è un comune della Romania di 2 027 abitanti, ubicato nel distretto di Hunedoara, nella regione storica della Transilvania.
Il comune è formato dall'unione di 4 villaggi: Banpotoc, Bârsău, Chimindia, Hărău.